# Chris Jongewaard
Chris Jongewaard (Adelaide, 18 juli 1979) is een Australische mountainbiker en wielrenner.
In 2008 kwam Jongewaard in opspraak omdat hij in 2007 onder invloed een ongeluk veroorzaakt had waarbij hij met een auto zijn collega wielrenner Matthew Rex aanreed en doorreed na het ongeluk. Hierdoor dreigde hij de Olympische Spelen in Peking te missen, omdat Jongewaard in verband met dit incident niet toegevoegd werd aan de lijst van genomineerde Olympische sporters. Jongewaard ging hier tegen in beroep, maar werd alsnog uitgesloten van deelname. Jongewaard werd in 2009 tot negen maanden celstraf veroordeeld.
Op de weg nam hij meermaals deel aan de Tour Down Under.

## Overwinningen
| Seizoen | Wereldbeker | Kampioenschappen | Overige                              | Totaal aantal zeges |
| ------- | ----------- | ---------------- | ------------------------------------ | ------------------- |
| 2003    |             |                  | Topcompetitie                        | 1                   |
| 2004    |             |                  | L'Hexagonal                          | 1                   |
| 2005    |             | AK               | Top End Tour, kermesse, Williamstown | 4                   |
| 2006    |             |                  | Goulburn                             | 1                   |
| 2007    |             | AK               | Thredbo                              | 2                   |
| 2008    |             | AK               | Australian Cycling GP, Mt. Buller    | 3                   |
| 2009    |             | AK               |                                      | 1                   |
| 2010    |             |                  | Jayco Australian MTB Series          | 1                   |
| 2011    |             |                  | Jayco Australian MTB Series          | 1                   |
| 2012    |             |                  | Waregem, Kortrijk                    | 2                   |
| 2013    |             | AK               | Mount Buller, Theribo                | 3                   |

## Ploegen
- 2003 Continental/scott Racing team
- 2004 Continental/scott Racing team
- 2006-Savings & Loans Cycling Team
- 2007-Savings & Loans Cycling Team
- 2007-Dolphin Bike Team
- 2007-Jittery Joe's Pro Cycling Team
- 2008-Dolphin-Trek Mountainbike Racing Team
- 2008-Panasonic (vanaf 01/10)
- 2009-Trek-Brentjens Mountainbike Racing Team
- 2011-Milka-Trek MTB Racing Team
- 2011-Team Budget Forklifts (vanaf 01/08)
- 2012-Milka-Superior MTB Racing Team

Benson · Cole · Cupitt · Davison · England · Frieberg · Herzig · Jongewaard · MacAnally · McLeod · Roselund · Spencer · Windsor · Wood